# 史蒂文森堡州立公园
史蒂文森堡州立公园（英語：Fort Stevenson State Park）是一个位于北达科他州麦克莱恩县加里森社区以南4英里（6.4公里）的沙卡卡威亚湖半岛上的州立公园。国家公园占地586英亩（237公顷），包括史蒂文森堡的部分重建，公园就得名于这座19世纪的密苏里河要塞。最初的要塞位于西南2英里处，在沙卡卡威亚湖水下。

## 历史

### 刘易斯和克拉克探险队
密苏里河是印第安人和早期捕猎者、商人和探险家的水路公路。
1804年至1806年，刘易斯和克拉克探险队在寻找通往太平洋的水路时，在北达科他州逗留的时间比在其他州都多。他们的两个营地位于史蒂文森堡州立公园附近。在他们向西的旅程中，探险队于1805年4月9日在蛇溪（Snake Creek）河口以上15英里处扎营。探险队的日志记录到在悬崖上看到了燃烧的煤脉。
1806年8月13日，在回家的路上，他们在“风、水流和我们的桨的帮助下”行驶了86英里后，再次在蛇口附近扎营。由于密苏里河改道和沙卡卡威亚湖的形成，刘易斯和克拉克的许多营地，包括史蒂文森堡州立公园附近的营地都被淹没了。

### 老史蒂文森堡
史蒂文森堡州立公园得名于19世纪的一个边境军事要塞。这座堡垒是为了纪念1864年5月10日在史波特斯凡尼亚之役中阵亡的联邦军官托马斯·格里利·史蒂文森（Thomas Greeley Stevenson）准将而命名的，这场战役是所有内战中代价最高的战役之一。
堡垒的原址现在在水下，位于密苏里河北岸道格拉斯河和加里森河之间，距离现在的公园遗址西南大约两英里。
1867年，史蒂文森堡建立之年，密苏里河的交通达到了顶峰。贸易站将一包包皮草（海狸皮和水牛皮）顺流而下送到圣路易斯。1863年，在蒙大拿州的阿尔德峡谷发现了黄金。汽船在河上穿梭，为在弗吉尼亚城金矿区勘探的矿工们带来补给。
史蒂文森堡是用来保卫从明尼苏达州到蒙大拿州和爱达荷州金矿移民路线的一系列堡垒中的一个。它为伯索尔德堡和平的曼丹族、阿里卡拉族和希达沙族部落提供来自苏族的军事保护。它也是从赖斯堡到布福德堡，以及从本顿堡到托滕堡的邮路中间点。史蒂文森堡的主要功能是为东面126英里的托滕堡提供补给。
史蒂文森堡于1867年7月开始修建，第二年晚些时候完工。这个哨所由十座粗糙的建筑组成，主要是用从土地上挖出的材料建造的。在河底森林中砍伐的棉白杨原木被堆放在一起，泥土和木屑混合在一起。士兵们还把当地的粘土做成土坯砖。由于环境恶劣，哨所建成前材料就已经开始恶化了，砖块在大雨中碎裂，棉白杨干了以后又缩又翘。
虽然在堡垒上面可以看到战争各方交战情况，但堡垒本身从来没有受到直接攻击，但工作人员偶尔会发生小规模的冲突。相比之下更危险的是北方平原的严冬。据记录，气温低于40度，粗糙的窗户上积满了积雪。由于天气原因，供应列车、邮件递送和河流交通中断，所有与外界的通讯都中断了。1867年至1870年统领这座要塞的雷吉斯·德特罗布里安所作的日记中可以找到在密苏里河岛上生活的一段特殊记录。
1883年8月31日，苏族投降后，这个哨所被正式弃用。这些建筑被移交给印第安事务局，并在1894年前用作伯索尔德堡印第安学校（Fort Berthold Indian School），后来在公开拍卖会上出售。
现在的公园里有一座城堡原来的警卫室复制品，里面有关于城堡和密苏里河历史的科普展品。

## 娱乐活动
公园提供钓鱼、划船、野营和野餐。它有超过8英里的非机动车道，可供徒步旅行、骑自行车和越野滑雪使用。半英里长的小路蜿蜒穿过公园的植物园。划船者可以在两个码头租船。对于过夜，公园提供小木屋和露营地。